# Goodenia strangfordii
Goodenia strangfordii är en tvåhjärtbladig växtart som beskrevs av Ferdinand von Mueller. Goodenia strangfordii ingår i släktet Goodenia och familjen Goodeniaceae. Inga underarter finns listade i Catalogue of Life.